# Kleine Bockau
Die Kleine Bockau ist ein rechter Nebenfluss der Großen Bockau im Westerzgebirge im Freistaat Sachsen. Das „Tal der Kleinen Bockau“ stellt nach der Naturraumkarte von Sachsen eine eigene Mikrogeochore dar und ist Teil der Mesogeochore „Eibenstocker Bergrücken“.

## Name
Der Name ist aus dem altsorbischen Bukova für Buchenwasser abgeleitet. In den Sächsischen Meilenblättern von 1791 wird der Fluss noch „Kleine Buckau“ genannt. Weder die Kleine noch die Große Bockau fließen durch das Gemeindegebiet von Bockau; dieses Dorf liegt in einem anderen Tal weiter nordöstlich.

## Verlauf
Die Kleine Bockau entspringt in der früher Auersberger Grund genannten Senke zwischen Auersberg und Riesenberg in einer Höhenlage von etwa 850 m ü. NN und fließt in einem tiefen Tal in nordöstliche Richtung. Sie durchströmt einen Zinnseifengrund mit vielen Raithalden als Relikten der Zinnseifner. Das Wasser wird durch die Talsperre Sosa aufgestaut. Der Kleinen Bockau floss früher der Neudecker Bach von Osten her zu, dieser fließt jetzt direkt in die Talsperre. Südlich der „Pension Zimmersacher“ mündet die Kleine Bockau in die Große Bockau, deren Wasser sich in etwa 480 m Höhe beim früheren Bahnhof Blauenthal in die Zwickauer Mulde ergießt. Unterhalb der Talsperre ist der Höllengrund tief eingeschnitten. Beiderseits des Baches ragen Felsen auf mit einer Höhe von bis zu 25 Metern auf.
Unweit der Quelle des Baches standen die Auersberger Häuser.
Auf der Kleinen Bockau wurde früher – wie auf der Großen Bockau – Holz geflößt.

## Bergbau
In der Nähe der Kleinen Bockau lag das 1748 als Zwitterzeche erwähnte Bergwerk „Sechs Brüder Einigkeit“, von dem in den 1960er Jahren noch ein Stollen bestand. Die Nebenbäche wurden für das Zinnseifnen genutzt.

## Weiteres
Früher wurde der Name „Kleine Bockau“ auch für den heute „Rote Pockau“ genannten Bach bei Pockau verwendet.

## Galerie

Die Kleine Bockau zwischen Talsperre Sosa und Mündung in die Große Bockau
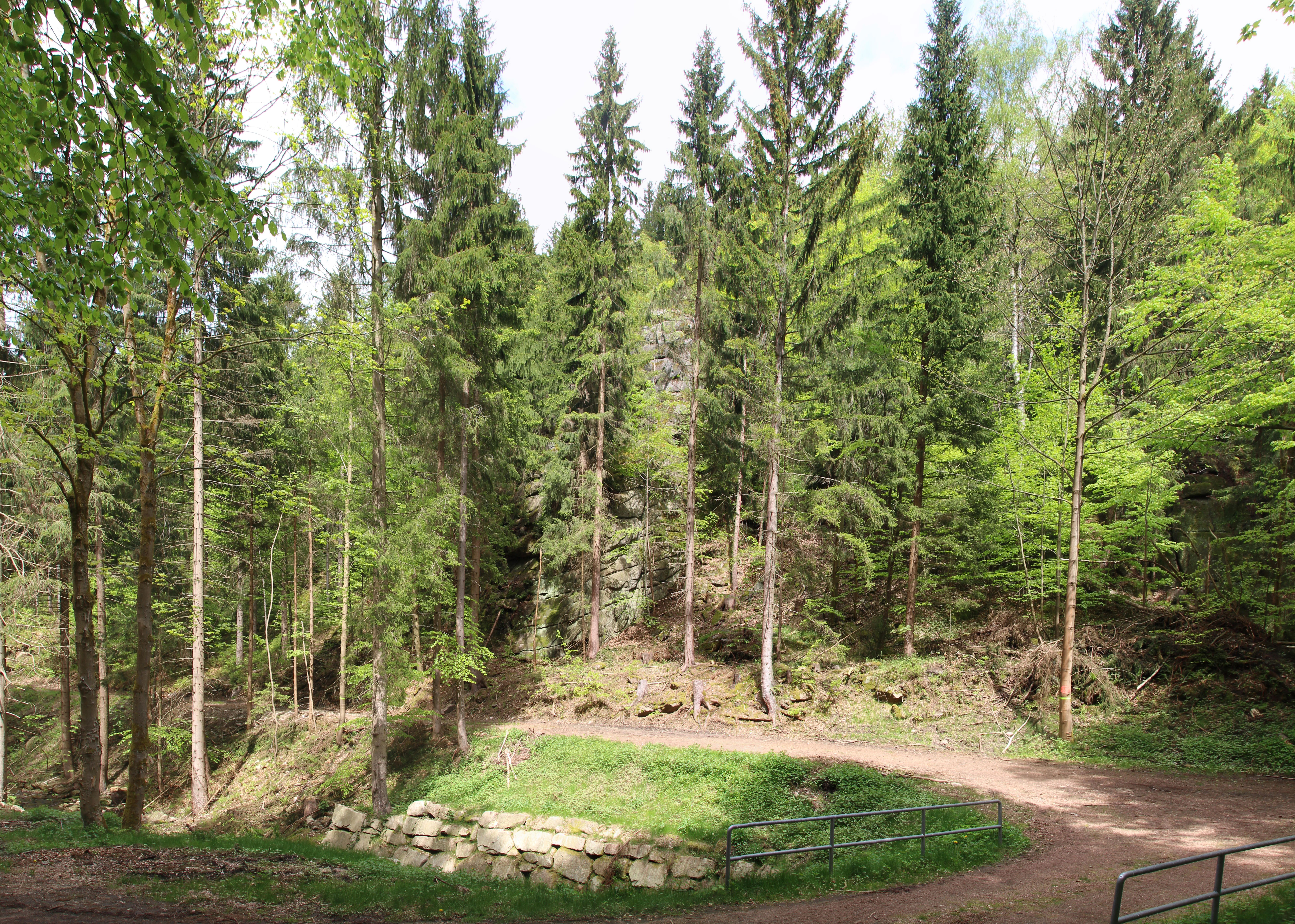
Felsen unterhalb der Sperrmauer
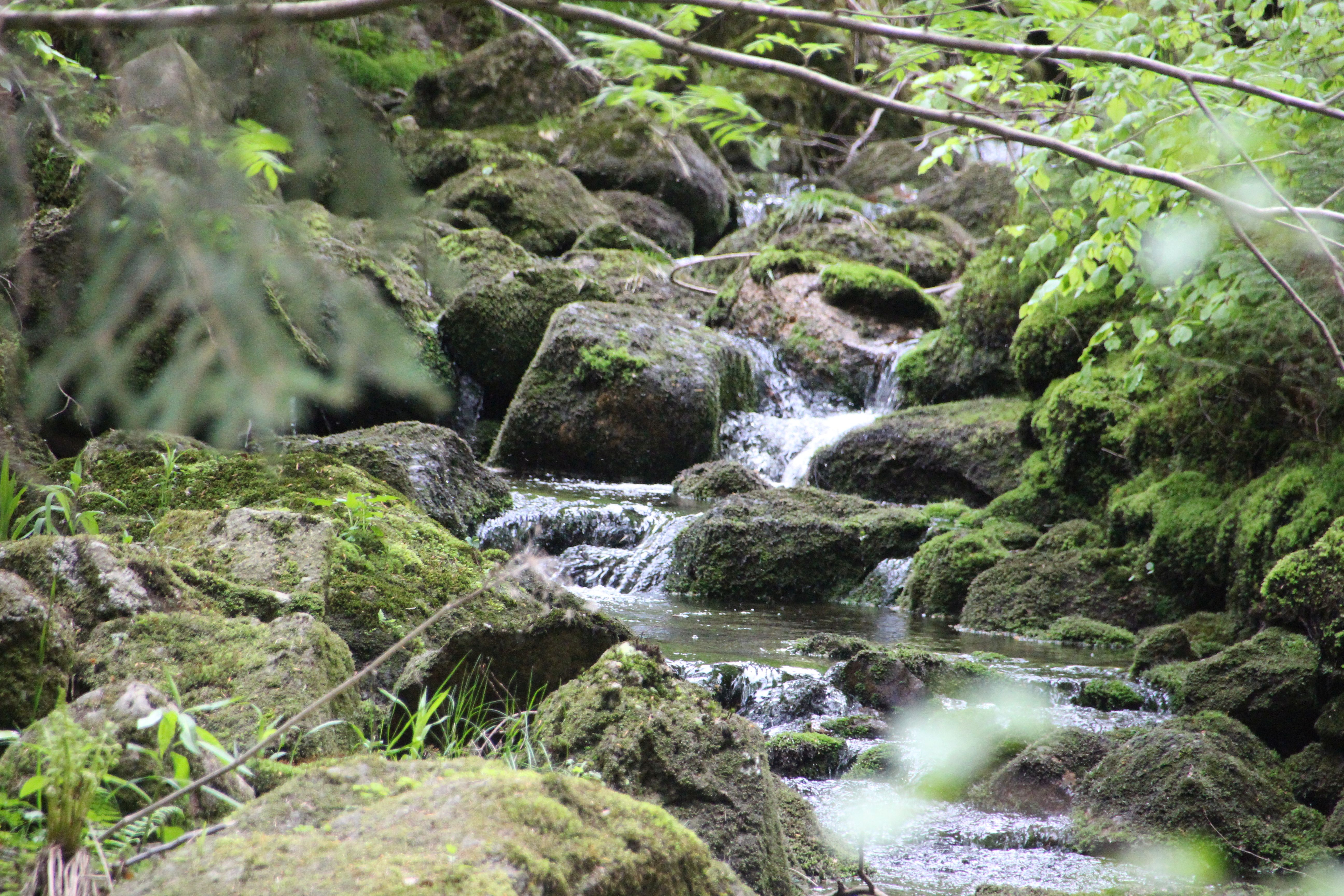
Steiniger Bachlauf
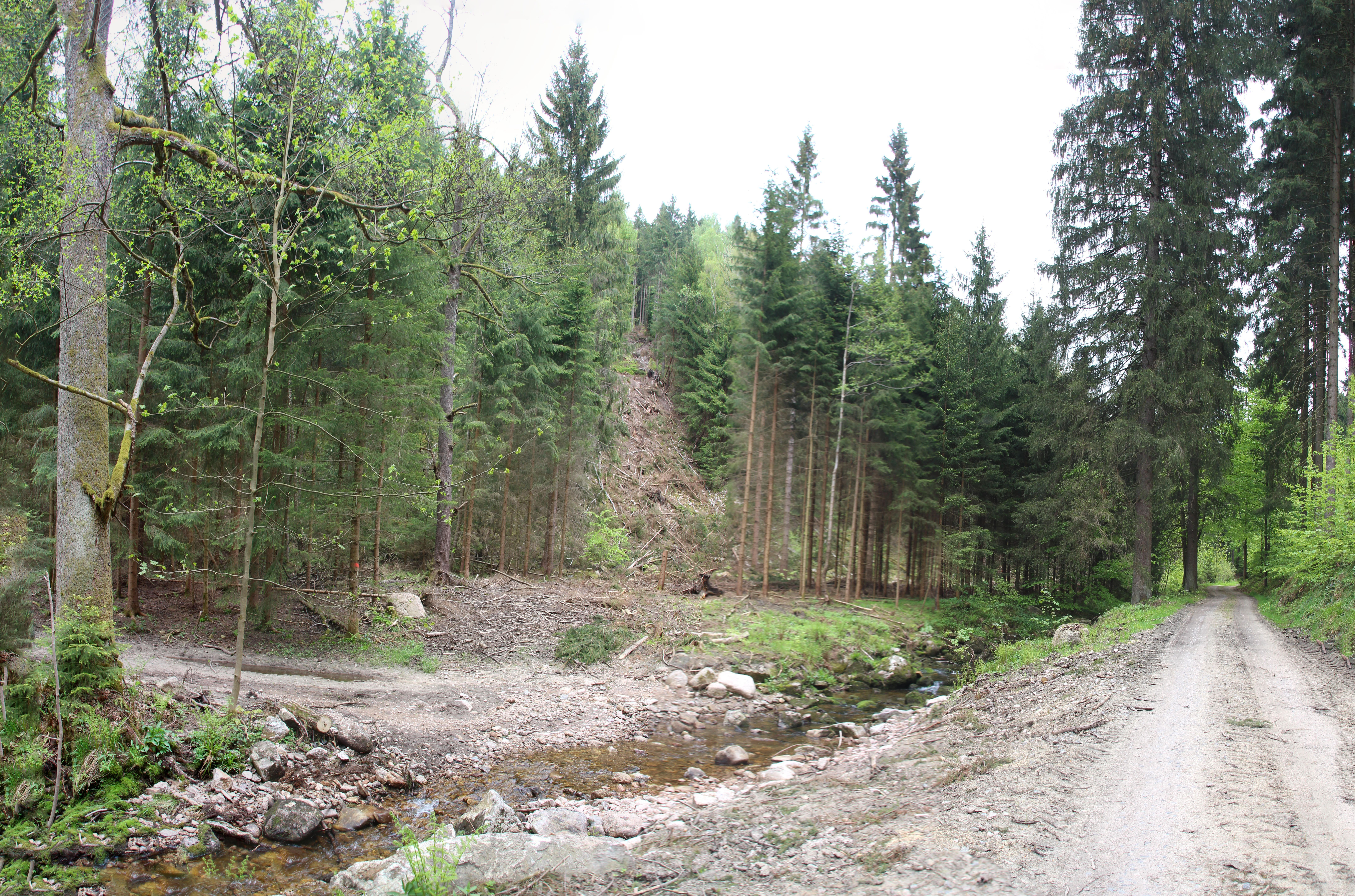
Erdrutsch und Furt zur Holzabfuhr
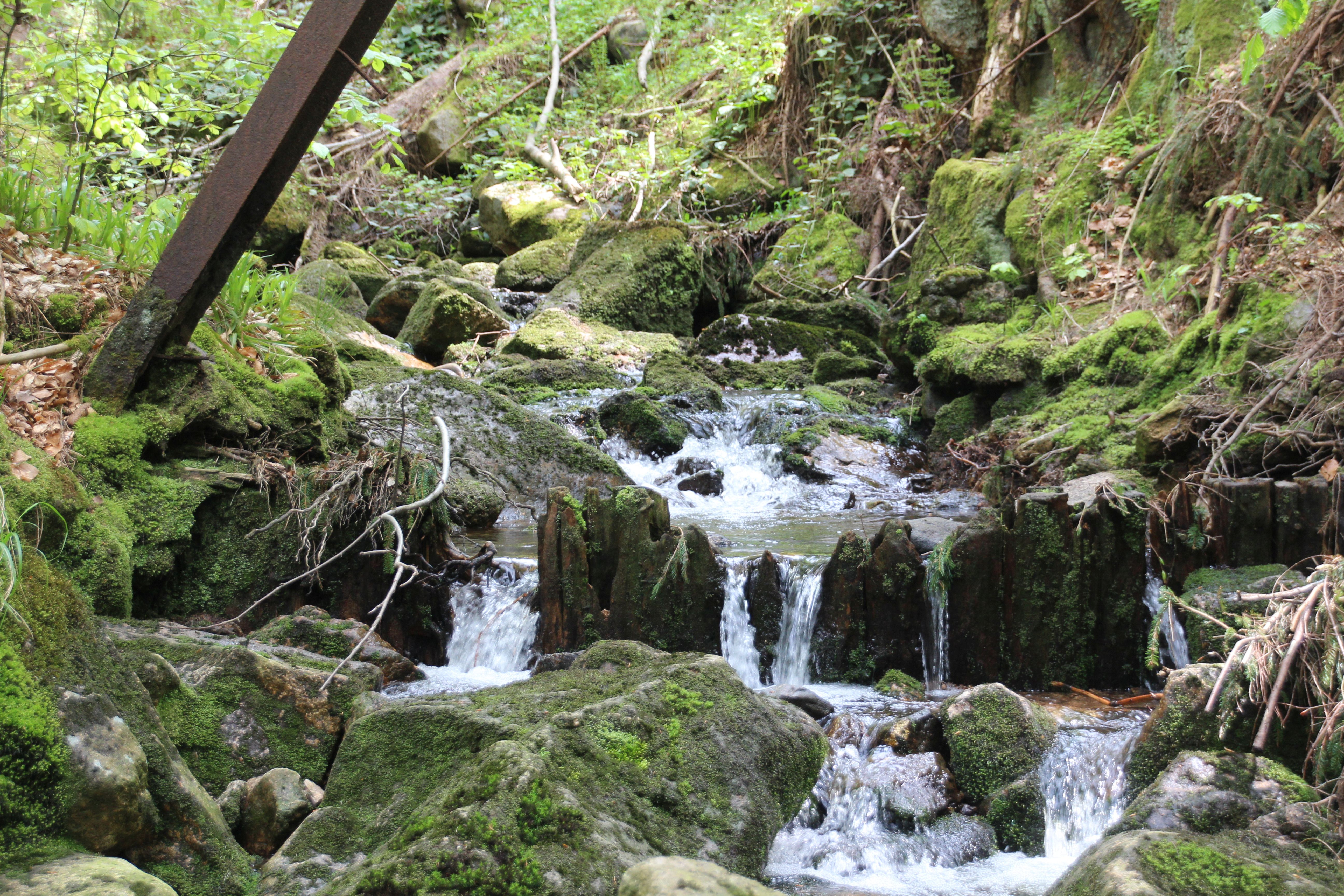
Alte Stauanlagen
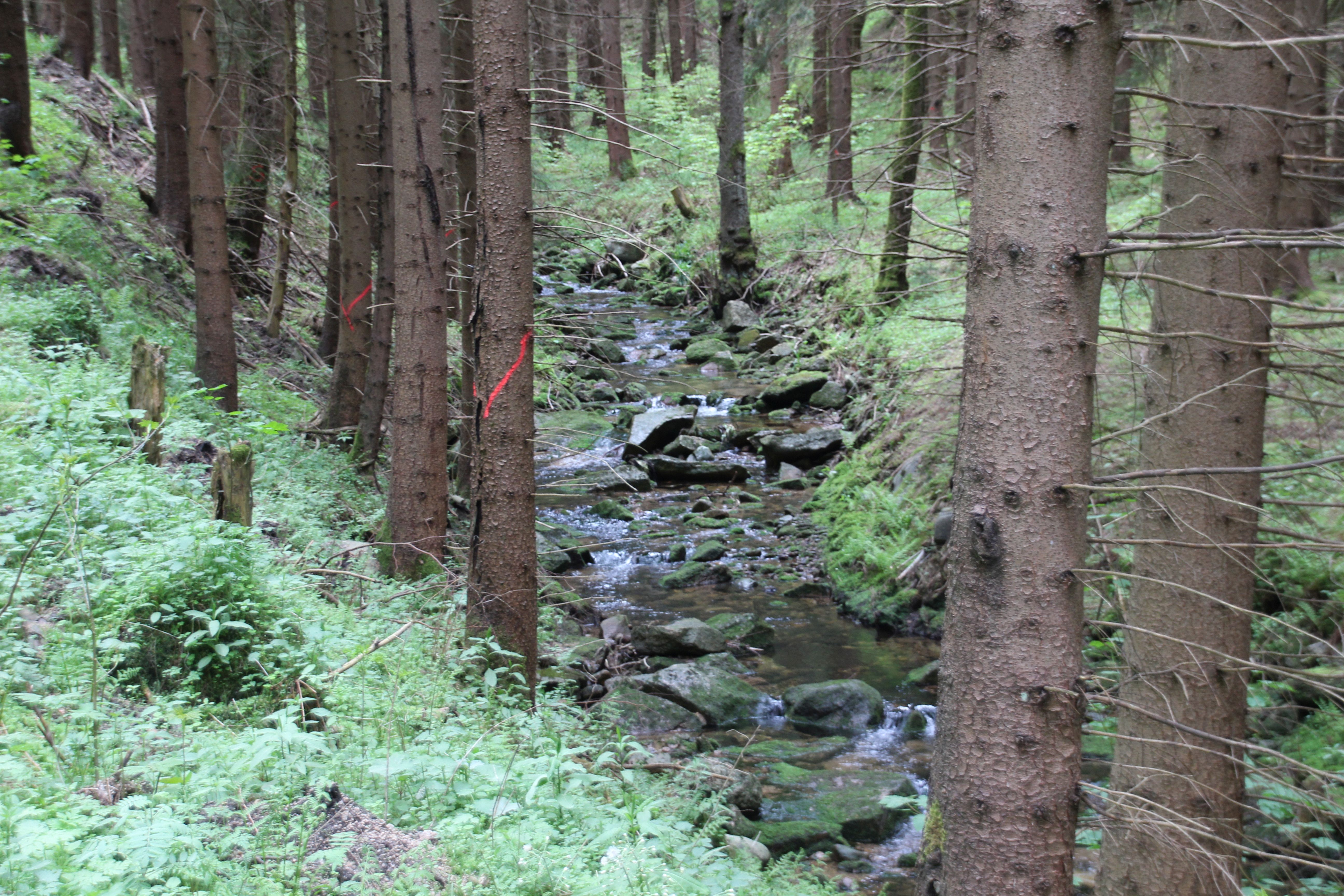
Nicht abgeschlossener Waldumbau
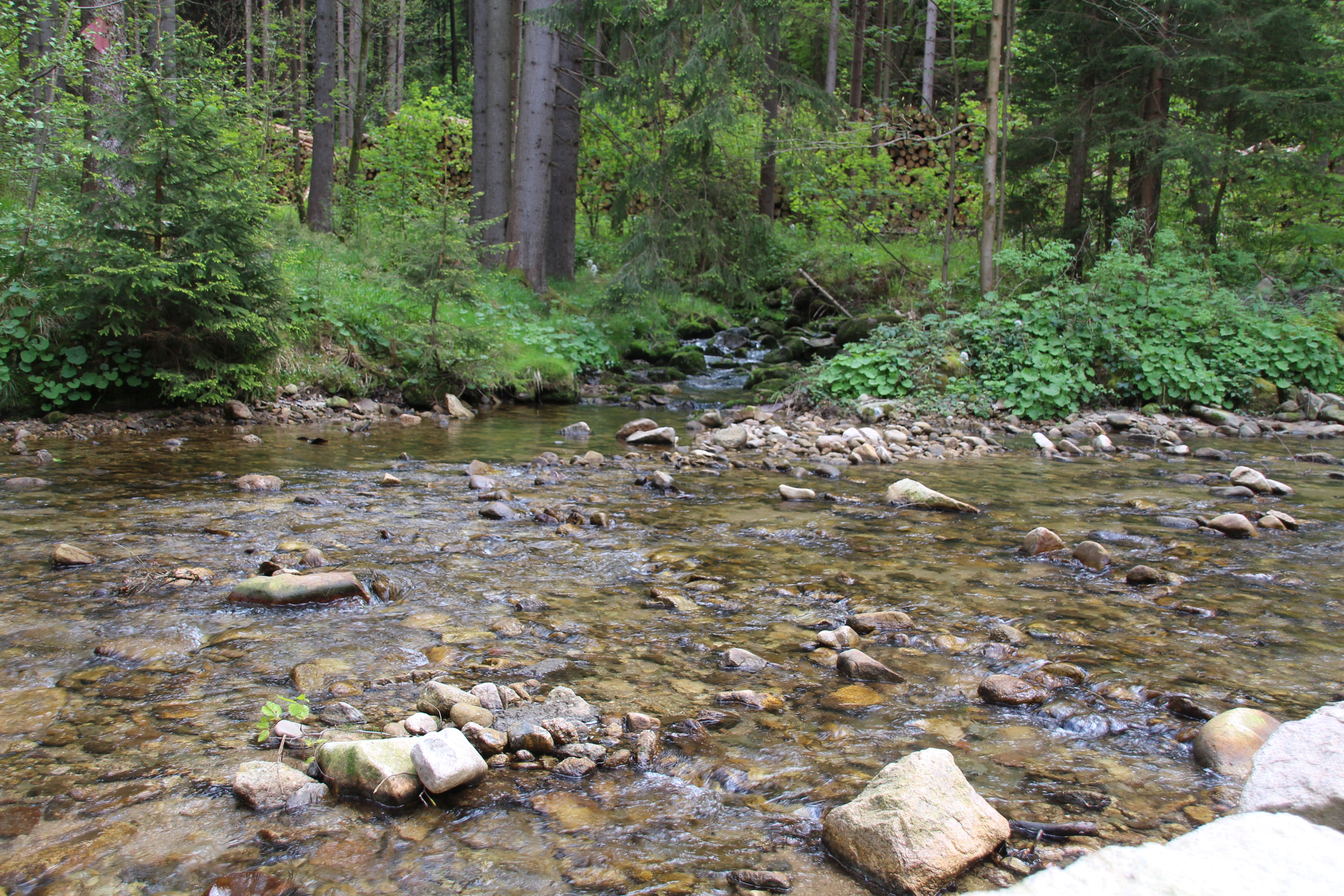
Mündung der Kleinen in die Große Bockau (vorn)